# Maria Coleta F. A. de Oliveira
Maria Coleta F. A. de Oliveira é professora de Ciências Sociais da Universidade Estadual de Campinas.

## Realizações
Membro-fundador da Associação Brasileira de Estudos Populacionais (ABEP), Maria Coleta desempenhou, entre outras, as funções de Tesoureira (1977-1978), Vice-Presidente (1987-1988) e Presidente (2003-2004). É também membro da International Union for the Scientific Study of Population (IUSSP), tendo feito parte de seu órgão diretivo superior - o IUSSP Council - no período de 2006 a 2009 e de seu Committee on Reproductive Health entre 1995 a 2000. 
Fez parte do Scientific and Technical Advisory Group (STAG) do Special Programme of Research, Development and Research Training in Human Reproduction da Organização Mundial da Saúde entre 1990 e 1995. Entre 2005 e 2007 foi Coordenadora da Área de Planejamento Urbano-Regional e Demografia da Capes e entre 2002 e 2003 representou a subárea de Demografia no Comitê de assessoramento em Ciências Sociais Aplicadas do CNPq.
Foi chefe do Departamento de Demografia do Instituto de Filosofia e Ciências Humanas da Unicamp. Nesta instituição, atua no Núcleo de Estudos de População (Nepo). 